# Barlin Nur
Barlin Nur var ordförande för Sveriges Unga Muslimer.
Barlin Nur startade, tillsammans med Mehmet Kaplan och Yasin Ahmed, Svenska Muslimer för Fred och Rättvisa den 16 mars 2008 i Kista Science Tower där Barlin Nur och Mehmet Kaplan var konstituerande mötesordföranden och Yasin Ahmed spelade en nyckelroll som projektledare för initiativet som ledde till att Svenska Muslimer för Fred och Rättvisa startades.